# Кокорский
Кокорский — посёлок в Заринском районе Алтайского края России. Входит в состав Стародраченинского сельсовета.

## География
Расположен в северо-восточной части края, на реке Аламбай.
Уличная сеть
Мира ул., Новая ул., ОП 93 км ул., Садова ул.
Климат
континентальный. Средняя температура января −17,7 °C, июля +19,2 °C. Годовое количество атмосферных осадков — 450 мм.

## История
Посёлок входит в муниципальное образование «Стародраченинский сельсовет» согласно муниципальной и административно-территориальной реформе 2007 года.

## Население
| 1997 | 1998 | 1999 | 2000 | 2001 | 2002 | 2003 | 2004 | 2005 |
| ---- | ---- | ---- | ---- | ---- | ---- | ---- | ---- | ---- |
| 179  | ↘171 | ↗177 | ↘173 | ↘171 | ↗179 | ↘168 | ↘157 | ↗158 |
| 2006 | 2007 | 2008 | 2009 | 2010 | 2011 | 2012 | 2013 |      |
| ↗161 | ↘146 | ↘143 | ↗148 | →148 | ↘144 | ↗149 | ↘145 |      |

национальный состав
Согласно результатам переписи 2002 года, в национальной структуре населения русские составляли 94 % от общей численности в 181 жителей.

## Инфраструктура
Действует фельдшерско-акушерский пункт (филиал КГБУЗ «Центральная городская больница г. Заринск»), дом культуры.
Развито садоводчество.

## Транспорт
Посёлок доступен автомобильным и железнодорожным транспортом.
Остановочный пункт 93 км Западно-Сибирской железной дороги.
Через посёлок проходит автодорога общего пользования межмуниципального значения «Заринск — Стародраченино — Озерное» (идентификационный номер 01 ОП МЗ 01Н-1304).